# Avenir (singolo)
Avenir è un singolo della cantante francese Louane, pubblicato il 1 dicembre 2014.

## Classifiche
| Classifica (2015-16) | Posizione massima |
| -------------------- | ----------------- |
| Austria              | 4                 |
| Belgio (Fiandre)     | 57                |
| Belgio (Vallonia)    | 5                 |
| Francia              | 1                 |
| Germania             | 3                 |
| Lussemburgo          | 1                 |
| Polonia              | 18                |
| Repubblica Ceca      | 31                |
| Slovacchia           | 91                |
| Svizzera             | 42                |